# Wendy (ca sĩ)
Shon Seung-wan (Hangul: 손승완, Hanja: 孫承完, Hán-Việt: Tôn Thừa Hoàn, sinh ngày 21 tháng 2 năm 1994), thường được biết đến với nghệ danh Wendy, là một nữ ca sĩ người Hàn Quốc. Cô được biết đến là thành viên hát chính của nhóm nhạc nữ Hàn Quốc Red Velvet do SM Entertainment thành lập và quản lý. Ngoài ra, cô cũng là thành viên của siêu nhóm nhạc nữ Got the Beat. Hiện nay, Wendy là nghệ sĩ solo thuộc ASND Label.

## Tiểu sử
Shon Seung-wan được sinh ra vào ngày 21 tháng 2 năm 1994 tại Seongbuk-dong, Seoul, Hàn Quốc . Xuất thân trong một gia đình danh giá, trí thức, yêu âm nhạc, cô tỏ ý muốn trở thành ca sĩ khi mới vừa lên năm . Bên cạnh niềm đam mê dành cho ca hát, cô cũng có khả năng chơi nhiều nhạc cụ, bao gồm đàn piano, đàn guitar, sáo, và saxophone .
Seungwan sống cùng gia đình tại Seongbuk-dong ( khu nhà dành cho giới siêu giàu, được ví như Beverly Hills của Hàn Quốc ) và tư gia khác của gia đình tại Jecheon cho đến khi học lớp năm, sau đó chuyển đến Canada du học cùng chị gái Shon Seung-hee . Seung-wan đã sống ở Brockville, Ontario trước khi chuyển đến Mỹ và theo học trường cấp hai Shattuck-Saint Mary's tại Faribault, Minnesota. Tại đây, cô bắt đầu sử dụng tên tiếng Anh của mình là Wendy Shon. Sau đó cô theo học trường cấp ba Richmond Hill tại Greater Toronto, Ontario, Canada, tham gia dàn đồng ca Vocal Fusion và thường đảm nhận vai chính trong các vở nhạc kịch của trường . Cô đã nhận được nhiều giải thưởng cả về học thuật lẫn nghệ thuật trong thời gian học tập, trong đó phải kể đến: Giải thưởng học sinh xuất sắc được trao tặng bởi Tổng thống Hoa Kỳ đương nhiệm ( Obama Presidential Awards ), Top 5 cuộc thi Toán học dành cho học sinh Trung học Cơ sở trên toàn bang Minnesota ( Minnesota Junior High School Mathematics Competition ), Điểm trung bình (GPA) 3.93, Được ghi danh trên Đại sảnh Danh vọng của trường ( Best All-Round Middle School Student 2009 ) , Giải Wind Ensemble (Giải thưởng thường niên được trao cho thành viên xuất sắc nhất trong ban nhạc), Giải Hợp xướng, Giải thưởng Giọng ca của năm và Nhạc sĩ của năm . Wendy cũng có năng khiếu thể thao, cô từng là một cầu thủ chủ chốt trong đội bóng đá và là đội trưởng đội golf của trường . Trong thời gian sống tại Mỹ và Canada, cô trở nên thông thạo tiếng Anh, đồng thời học thêm tiếng Pháp và tiếng Tây Ban Nha.
Bố mẹ của cô ban đầu phản đối cô đi theo con đường âm nhạc và muốn cô tập trung vào việc học. Chỉ đến khi Wendy tốt nghiệp phổ thông, bố mẹ cô mới cho phép cô tham gia các cuộc thi tuyển chọn thần tượng Hàn Quốc.

## Sự nghiệp

### Trước khi ra mắt và SM Rookies
Wendy bắt đầu ước mơ trở thành ca sĩ khi mới năm tuổi . Năm 2010, cô tham gia cuộc thi "Koreaboo: Cube Entertainment Global Auditions 2011" và trở thành một trong 15 thí sinh lọt vào vòng chung kết diễn ra tại Vancouver, Canada . Sau đó, Wendy cũng từng gửi video thử giọng đến công ty giải trí khác là YG Entertainment, song không được công ty chấp nhận. Năm 2018, nhà sáng lập YG, Yang Hyun Suk tiết lộ rằng ông rất hối tiếc vì đã để lỡ Wendy .
Năm 2012, Wendy trở thành thực tập sinh của SM Entertainment thông qua hệ thống tuyển chọn SM Global Audition được tổ chức tại Canada. Năm 2014, cô được giới thiệu với công chúng với tư cách là thành viên nhóm thực tập sinh SM Rookies của công ty , và sau đó phát hành bài hát nhạc phim Because I Love You của bộ phim truyền hình Mimi.

### 2014 – 2025: Red Velvet và hoạt động cá nhân dưới trướng SM Entertainment
Wendy ra mắt chính thức với tư cách là thành viên của nhóm nhạc Red Velvet vào ngày 1 tháng 8 năm 2014 . Kể từ đó, Wendy trên cương vị giọng ca chính của nhóm đã thu âm tổng cộng 137 bài hát  , tương đương với 4 album phòng thu, 13 mini album, 25 đĩa đơn , tổ chức thành công 5 chuyến lưu diễn vòng quanh thế giới .
Năm 2015: Ngày 8 tháng 6 năm 2015, Wendy kết hợp với rapper Yuk Jidam cho bài hát Return, là một part OST cho Who Are You: School 2015 của KBS2. Cô cũng phát hành bài hát Let You Know cho OST bộ phim D-Day của JTBC vào ngày 16 tháng 10. Wendy sau đó cùng Seulgi xuất hiện trong show truyền hình thực tế cá nhân Taeng9cam của Taeyeon (SNSD), phát sóng trên đài tvN.
Năm 2016: Tháng 1 năm 2016, Wendy trở thành panelist của We Got Married và tham gia King of Mask Singer như một thí sinh với tên Space Beauty Maetel . Tháng 3 năm 2016, cô kết hợp với Eric Nam phát hành MV ca khúc Spring Love, nằm trong dự án SM Station . Tháng 7 năm 2016, Wendy và Seulgi phát hành nhạc phim với tựa đề Don't Push Me cho phim truyền hình Uncontrollably Fond. Tháng 10 năm 2016, cô trở thành panelist cho chương trình Trick & True cùng với trưởng nhóm Irene và sau đó là thành viên cùng nhóm Joy . Tháng 11, Wendy tham gia Immortal Songs 2 cùng hai thành viên cùng nhóm là Seulgi và Joy, tái hiện lại ca khúc Goodbye. Tháng 12 năm 2016, Wendy tham gia vào dự án SM Station Have Yourself a Merry Little Christmas, kết hợp cùng nghệ sĩ piano Moon Jung-jae và nghệ sĩ violin Nile Lee . Cô cũng góp giọng trong đĩa đơn phiên bản tiếng Anh của ngôi sao nhạc Latin Ricky Martin Vente Pa' Ca.
Năm 2017: Wendy phát hành bài hát I Can Only See You với Seulgi vào tháng 1 năm 2017 cho OST của phim truyền hình Hwarang. Tháng 2, cô hát phiên bản tiếng Hàn của My Time, một phần của OST của Elena of Avalor của Disney Channel và cũng xuất hiện trong MV. Cô cũng trở thành host cho K-Rush của KBS World. Ngày 27 tháng 10, cô cùng với Kangta và Seulgi phát hành remake của bài hát 인형 (Doll) bởi Shin Hye-sung của Shinhwa và Lee Ji-hoon. MV của bài hát sử dụng cảnh quay từ màn trình diễn live của họ tại SMTOWN LIVE TOUR V in JAPAN và được phát hành trong cùngngày. Cô song ca cùng Baek A-yeon vào ngày 2 tháng 12 trong ca khúc The Little Match Girl .
Năm 2018: Vào tháng 2 năm 2018, Wendy được chọn làm hình đại diện tương tác đa chiều cho diễn giả trợ lý giọng nói AI mới của SK Telecom, Holobox . Tháng 6 năm 2018, Wendy được thông báo sẽ quay phim ở Áo cùng Seulgi cho Battle Trip tập đặc biệt chủ đề Đất nước tôi muốn sống . Wendy cũng hợp tác với Yang Da-il trong đĩa đơn One Summer phát hành vào ngày 2 tháng 7 . Vào tháng 10, Wendy được thông báo sẽ phát hành một bản song ca tiếng Anh với nam ca sĩ người Mỹ John Legend mang tên Written In The Stars như một phần của SM Station mùa ba, Station x 0 , cũng là lần thứ sáu Wendy góp mặt trong dự án .Cũng trong thời gian này, Wendy xuất hiện trên show Pajama Friends của Lifetime, với tư cách là bạn thân của thành viên cùng nhóm Joy. Vào tháng 11 năm 2018, Wendy đã phát hành ca khúc Goodbye cho OST bộ phim truyền hình The Beauty Inside của đài JTBC.
Năm 2019: Vào ngày 22 tháng 2 năm 2019, Wendy phát hành nhạc phim solo What If Love cho bộ phim truyền hình Touch Your Heart của đài tvN . Ca khúc đã đem về cho Wendy giải Asia-Pacific Gold Song of the Year tại lễ trao giải Annual Fresh Asia Music Award . Một nguồn tin vào tháng 3 từ Olive cho biết Wendy đã hoàn tất ghi hình cho chương trình Everyone's Kitchen, chương trình tạp kỹ về nấu ăn và ăn uống giao lưu, với dàn cast bao gồm Kang Ho Dong, Lee Chung Ah, Kwak Dong Yeon, Kwanghee, và Miyawaki Sakura ( cựu thành viên IZ*ONE ). Tháng 10 cùng năm, Wendy một lần nữa tham gia King of Mask Singer với biệt danh 'Green Witch'.
Năm 2020: Tháng 3 năm 2020, Wendy có lịch trình công khai đầu tiên kể từ sau tai nạn sân khấu vào tháng 12 năm 2019, với sự xuất hiện trên chương trình Listen To Books của MBC Standard FM . Cùng tháng, Wendy xác nhận sẽ tham gia với tư cách diễn viên lồng tiếng chính cho bộ phim hoạt hình DreamWorks phát hành tại Hàn Quốc Trolls: World Tour vào tháng Tư  . Tháng 5 năm 2020, Wendy hợp tác với Zico cho OST của bộ phim The King: Eternal Monarch, với tựa đề My Day Is Full Of You . Tháng 11 năm 2020, ngoài OST Future của Red Velvet cho bộ phim Start-Up, Wendy còn thể hiện bản OST solo mang tên Two Words. Cùng tháng, Wendy góp mặt trong ca khúc Be Your Enemy của đồng nghiệp cùng công ty Taemin, thuộc album phòng thu Never Gonna Dance Again.
Năm 2021: Vào tháng 1 năm 2021, Wendy chính thức trở lại truyền hình với tư cách là người đồng dẫn chương trình Mysterious Record Shop . Wendy ra mắt với tư cách nghệ sĩ solo với EP đầu tay Like Water, bao gồm năm bài hát, được phát hành vào ngày 5 tháng 4 . Ca khúc chủ đề Like Water nhanh chóng trở thành ca khúc solo đạt được No.1 Itunes Top Album Chart tại nhiều quốc gia nhất ( thành tích tính riêng cho nghệ sĩ nữ )  , đồng thời trở thành nghệ sĩ nữ có lượng album solo bán chạy thứ hai của SM Entertainment . Wendy cũng trở thành nữ nghệ sĩ Hàn Quốc đầu tiên góp mặt trong chiến dịch EQUAL của Spotify . Tại lễ trao giải Seoul Music Awards lần thứ 31, Wendy cũng giành chiến thắng đề cử tại hạng mục Ballad Award .
Vào ngày 12 tháng 7 năm 2021, Wendy được nhà đài SBS 'chọn mặt gửi vàng' trở thành người dẫn chương trình DJ cố định hàng đêm cho chương trình radio Wendy's Youngstreet của SBS Power FM, nơi cô từng là DJ đặc biệt vào năm 2018 . Từ khóa 'Wendy_đi_làm' liên tục lọt top trending Twitter, hot search Weibo, trở thành hot topic trên các nền tảng mạng xã hội bởi nguồn năng lượng tích cực cũng như những tương tác đáng yêu của Wendy với người hâm mộ . Thành công của Wendy ở vai trò Radio DJ còn được khẳng định qua ba giải thưởng danh giá: Most Anticipated Radio DJ (Radio DJ được mong đợi nhất) tại Korea First Brand Awards , Radio DJ of the Year (Radio DJ của năm) tại Brand of the Year Awards, và Radio DJ Award (giải thưởng cho Radio DJ có thành tích nổi bật) tại SBS Entertainment Awards. Cũng trong tháng 7 năm 2021, tin tức Wendy nhận lời tham gia chương trình Saturday Night Live Korea mùa thứ 10  gây xôn xao dư luận bởi nhiều khán giả và người hâm mộ cho rằng hình tượng của Wendy không phù hợp với kịch bản chương trình .Tuy nhiên, ngay khi SNL phát sóng,những đoạn tiểu phẩm hài với sự tham gia diễn xuất của Wendy đã ngay lập tức trở nên viral trên khắp các nền tảng mạng xã hội, với rất nhiều nhận xét tích cực và lời khen dành cho lối diễn xuất tự nhiên, duyên dáng của 'mĩ nhân làng hài' thế hệ mới . Ngày 17 tháng 9, Wendy là nghệ sĩ đầu tiên phát hành OST cho bộ phim Yumi's Cells đài tvN, với ca khúc If I Could Read Your Mind  .
Tháng 10 năm 2021, Wendy hợp tác cùng Son Tae-jin cho ra mắt bản ballad Be Deep . Cô cũng chào đón tháng 12 bằng giọng hát êm dịu của mình bằng cách phát hành đĩa đơn mới hợp tác với The Black Skirts có tựa đề Airport Goodbyes .Thành công nối tiếp thành công, Wendy trở thành cái tên được săn đón tại các sân khấu Gayo cuối năm. Cô khép lại năm 2021 đầy rực rỡ của mình khi ẵm trọn 3 sân khấu kết hợp đặc biệt của cả 3 nhà đài KBS, SBS và MBC. Cụ thể, ngày 17 tháng 12 năm 2021, Wendy trở thành trưởng nhóm nhạc nữ gồm 9 thành viên: Jiho (Oh My Girl), Yuna (Brave Girls), Chaeryeong và Yuna(ITZY), Sieun và Yoon (STAYC),  Yujin và Wonyoung (IVE), tái hiện lại sân khấu Way To Go của nhóm nhạc huyền thoại SNSD tại KBS Gayo Daechukje . Sức nóng của Way To Go chưa kịp hạ nhiệt thì chiều tối ngày 25/12, Wendy tiếp tục là nhân vật chính, mở màn cho tiết mục All I Want For Christmas Is You tại SBS Gayo Daejun . Ngày 31 tháng 12, Wendy kết hợp cùng nữ ca sĩ gạo cội Yang Hee Eun, Solar ( MAMAMOO ) và Hyojung ( Oh My Girl ) tái hiện lại ca khúc Let's Go To Happy Land tại MBC Gayo Daejejeon. Trong khoảng thời gian này, Wendy cũng được tiết lộ là thành viên của siêu nhóm nữ Got the Beat, ra mắt vào ngày 3 tháng 1 năm 2022 .
Năm 2022: Tháng 2 năm 2022, Wendy phát hành bản OST thơ mộng Girl cho chương trình truyền hình thực tế Seoul Check-In của TVING . Ngày 28 tháng 7 năm 2022, Wendy tiếp tục trình làng bản OST Noblesse cho game MapleStory M Adele. Tháng 10 năm 2022, Wendy quay trở lại Immortal Songs 2 với màn trình diễn Living In The Same Time. Ngày 2 tháng 12 năm 2022, Wendy phát hành bài hát thương hiệu Meet Me cho nhà đài MBC. Trong khuôn khổ album mùa đông 2022 Winter SMTOWN: SMCU Palace , Wendy cùng BoA và Ningning (aespa) hòa giọng trong ca khúc Time After Time.
Năm 2023: Ngày 26 tháng 1 năm 2023, Wendy và MeloMance cho ra mắt đĩa đơn Miracle nằm trong khuôn khổ dự án SM STATION . Tháng 3 và tháng 5 năm 2023, Wendy lần lượt góp giọng trong hai ca khúc là 55 cùng Yerin Baek trong album Remember Archive của Code Kunst  và Move Mood Mode thuộc album SHALALA của Taeyong (NCT). Vào tháng 6 năm 2023, có thông báo rằng Wendy sẽ từ chức người dẫn chương trình Wendy's Youngstreet  để tập trung cho những dự án cá nhân mới. Tháng 8 năm 2023, Wendy ra mắt với vai trò diễn viên nhạc kịch với vai diễn đầu tay - nữ chính < I > trong vở Rebecca . Với sự góp mặt của Wendy, Rebecca đã tạo nên cơn sốt phòng vé chưa từng có dù giá vé xem nhạc kịch tại Hàn Quốc được xem là khá đắt đỏ, trở thành vở nhạc kịch đầu tiên được sản xuất bởi EMK cán mốc 1 triệu lượt xem . Tháng 11 năm 2023, Wendy được xác nhận là diễn viên lồng tiếng cho bản tiếng Hàn của phim hoạt hình Trolls Band Together. Cũng trong thời điểm này, Wendy xuất hiện trên Lee Mujin Service tập 88. Ngày 9 tháng 12 năm 2023, Wendy biểu diễn cùng dàn nhạc giao hưởng Seoul Philharmonic Orchestra tại thư viện Starfield.. Cũng trong tháng 12, Wendy và Seulgi xuất hiện trên chương trình Bam House của BamBam (GOT7). Đêm ngày 31 tháng 12, Wendy với tư cách nghệ sĩ solo đã biểu diễn tại BGC New Year’s Eve Party ở thủ đô Manila, Phi-líp-pin, thu hút  lượng khán giả vô cùng đông đảo ước tính lên đến 134 nghìn người đổ về Đại lộ số 5 ( 5th Avenue ).
Năm 2024: Tháng 1 năm 2024, Wendy trở thành giám khảo show sống còn mới của Mnet:Build Up: Vocal Boy Group Survivor . Đồng thời, cô cũng xuất hiện và giành chiến thắng trong tập đặc biệt mừng năm mới của chương trình âm nhạc MBC Song Stealer . Trong khuôn khổ concert SMTOWN Live 2024: SMCU Palace Tokyo diễn ra ở Tokyo Dome , Wendy có màn song ca ca khúc tiếng Nhật 空の青さを知る人よ- Her Blue Sky cùng Winter (aespa ) . Ngày 3 tháng 3, Wendy xuất hiện trên The PSICK Show Lưu trữ ngày 3 tháng 3 năm 2024 tại Wayback Machine  sau khi được SM Entertainment xác nhận sẽ có màn solo comeback sau hơn ba năm tập trung cho hoạt động của Red Velvet .  Ngày 12 tháng 3, Wendy chính thức trở lại với EP Wish You Hell, gồm 6 bài hát. Thời gian quảng bá kéo dài 2 tuần, Wendy lần lượt là khách mời quảng bá album solo trên các chương trình it’s Live, Taeyeon's Taeng-Forest ,Eunchae’s Star Diary, SBS Eunbi's Youngstreet, Curator [WENDY Exhibition], Sunwoojunga's Jazz Box , Jo Hyunah's Thursday Night, Leo N,  Avatar Series, Park Myungsoo's Gpark Radio Show. Kể từ ngày 14 đến ngày 27 tháng 3, video màn trình diễn độc quyền ca khúc Wish You Hell của Wendy cũng được chiếu trên tất cả các màn hình LCD tại 1300 cửa hàng của Olive Young - một trong những hệ thống chuỗi cửa hàng bán lẻ lớn nhất Hàn Quốc. Ngày 22 tháng 3, kết quả do KBS Music Bank công bố Wendy đạt 2000 điểm fan vote, tức điểm tuyệt đối, tuơng đương với hơn 4,7 triệu lượt bình chọn trên nền tảng Mubeat. Wendy kết thúc quảng bá sau khi giành cúp #1 Hot Stage cho Wish You Hell hai lần liên tại SBS Inkigayo. Ngày 15 tháng 4 năm 2024, Wendy xuất hiện trên chương trình âm nhạc Begin Again sau nhiều nỗ lực ngỏ lời bền bỉ từ đài JTBC  . Wendy cũng là nghệ sĩ có màn trình diễn tại SBS Mega Concert với quy mô gần 50 ngàn khán giả. Ngày 20 tháng 5, Wendy xuất hiện trong MV và góp giọng trong ca khúc Cheese nằm trong mini album 점선면 (1 to 3) của Suho (EXO) . Wendy cũng là khách mời đặc biệt đầu tiên của thành viên cùng nhóm Seulgi trong series 'SEULGI's Vacation Life', phát sóng ngày 24 tháng 5 trên kênh YouTube 하이슬기 Hi Seulgi. Ngày 19 tháng 8 năm 2024, Wendy quay trở lại với vai trò DJ dẫn dắt chương trình phát thanh SBS Power FM's 'Young Street'. Ngày 28 tháng 8, truyền thông Hàn Quốc đồng loạt đưa tin ' Wendy - người được biết đến như một nàng tiên toàn năng trong giới thần tượng với kỹ năng ca hát, nhảy múa, diễn xuất và tạp kỹ, sẽ tham gia cố vấn cho nhà sản xuất kiêm CEO JYP Entertainment J.Y. Park trong công cuộc tìm kiếm thần tượng toàn cầu thế hệ tiếp theo' trong show sống còn 더 딴따라 THE DDANDDARA . Wendy cũng nhận lời góp giọng trong ca khúc Heart on the Window nằm trong album solo Happy của Jin (BTS) phát hành ngày 15 tháng 11, ca khúc trở nên viral với màn song ca tại Happy Special Stage LIVE concert . Wendy cũng là nghệ sĩ xuất hiện trên trang bìa 3 ấn phẩm do tạp chí WAVES Trung Quốc phát hành ngày 24 tháng 11 . Wendy khép lại năm 2024 với 4 giải thưởng nằm trong khuôn khổ Asian Pop Music Awards 2024 : Nghệ sĩ nữ xuất sắc nhất ( Best Female Artist ), People’s Choice Award, Top 20 Album của năm (Wish You Hell), Top 20 Bài Hát Của Năm (Suho ‘Cheese’ ft. Wendy); và 2 giải thưởng tại TENCENT MUSIC 2024 YEAR END AWARDS: Nghệ sĩ solo K-Pop của năm ( K-Pop Solo Artists of the Year ), Bài hát Kpop trụ hạng lâu nhất trên bảng xếp hạng ( Longest Kpop Songs on The Chart - Wish You Hell ).
Năm 2025: Ngày 26 tháng 1 năm 2025, Wendy là khách mời đặc biệt tại concert SU:HOMME encore D-2 của Suho ( EXO ) . Wendy cũng có màn trình diễn với dàn nhạc giao hưởng Seoul Philharmonic Orchestra tại SM Classics Live 2025, tổ chức tại Lotte Concert Hall vào ngày 15 tháng 2, được biết toàn bộ vé của show diễn đã bán hết ngay khi mở bán. Trong khuôn khổ lễ trao giải D Awards Upick Popularity Award ra vào ngày 22 tháng 2, Wendy giành chiến thắng ở hạng mục Nữ nghệ sĩ solo xuất sắc nhất ( Best Girl Solo Popularity Award ) với 42,809,496 phiếu bình chọn .

### 2025 - nay: Rời SM Entertainment. Ký hợp đồng độc quyền với ASND Label.
Sau nhiều đồn đoán kể từ khi Wendy tuyên bố không tham gia vào chuỗi concert kỷ niệm 30 năm thành lập công ty , ngày 4 tháng 4 năm 2025, thông báo chính thức từ SM Entertainment tiết lộ hợp đồng độc quyền của Wendy với công ty đã kết thúc . Mặc dù không tái ký với SM, Wendy vẫn là thành viên của Red Velvet. Trong tâm thư, bên cạnh lời tri ân sau cùng dành cho công ty, cô cũng bày tỏ lòng biết ơn sâu sắc đến người hâm mộ, đồng thời cam kết sẽ tiếp tục hoạt động nghệ thuật và tìm kiếm công ty chủ quản có thể hỗ trợ cho sự phát triển sự nghiệp cá nhân, cũng như ủng hộ những hoạt động của Wendy với Red Velvet trong tương lai .
Ngày 25 tháng 4 năm 2025, truyền thông Hàn Quốc đồng loạt đưa tin Wendy gia nhập công ty giải trí mới ASND Label . Đại diện ASND nhanh chóng xác nhận Wendy đã ký hợp đồng độc quyền với công ty, đồng thời bày tỏ sự vui mừng khi được cộng tác với nữ nghệ sĩ khi cô luôn chứng minh được năng lực đặc biệt xuất sắc trong nhiều lĩnh vực. ASND cam kết sẽ nỗ lực hết mình để hỗ trợ sự nghiệp cá nhân của Wendy càng thêm toả sáng, đồng thời sẵn sàng ủng hộ và có những kế hoạch hợp tác tích cực với các hoạt động nhóm của Wendy cùng Red Velvet trong tương lai .

## Các dự án khác

### Đại diện thương hiệu
| Năm  | Thương hiệu                    | Dự án / Sản phẩm                        | Vai trò            | Chú thích                           |
| ---- | ------------------------------ | --------------------------------------- | ------------------ | ----------------------------------- |
| 2014 | Lotte                          | Lotte Pepero                            | Người đại diện     | với Red Velvet và EXO               |
| 2015 | Baskin Robbins                 | Baskin Robbin SOME+ER                   | Người đại diện     | với Red Velvet, Shinee, f(x) và EXO |
| 2015 | Black Martine Sitbon           | Túi xách                                | Nàng thơ           | với Red Velvet                      |
| 2015 | Meters/bonwe                   | Bộ sưu tập mùa thu                      | Nàng thơ           | với Red Velvet                      |
| 2016 | Red Cross Youth                | Chiến dịch của Hội Chữ thập đỏ Hàn Quốc | Đại sứ danh dự     | với Red Velvet                      |
| 2016 | Toreore Chicken                | TV CF Gà rán                            | Người đại diện     | với Red Velvet                      |
| 2017 | Lineage Red Knights            | Game                                    | Người đại diện     | với Red Velvet                      |
| 2017 | The Saem                       | Mỹ phẩm                                 | Nàng thơ           | với Red Velvet                      |
| 2017 | Skechers                       | Skechers D'lites2 Sweet Monster         | Người đại diện     | với Red Velvet và EXO               |
| 2017 | NCSOFT                         | NCSOFT 'Pro Baseball H2'                | Người đại diện     | với Red Velvet                      |
| 2017 | Columbia x Sorel               | Columbia Sportswear x Sorel Footwear    | Người đại diện     | với Red Velvet                      |
| 2017 | Samsung                        | The Shilla Duty Free                    | Đại sứ thương hiệu | với Red Velvet                      |
| 2018 | Samsung                        | The Shilla Duty Free                    | Đại sứ thương hiệu | với Red Velvet                      |
| 2018 | Eternal Light                  | Game                                    | Người đại diện     | với Red Velvet                      |
| 2018 | Etude House                    | NEW MATTE CHIC LIP LACQUER              | Nàng thơ           | với Red Velvet                      |
| 2018 | SK Telecom x SM Entertainment  | HoloBox                                 | AI Avatar          |                                     |
| 2018 | Dongwon Yangban Rice Porridge  | Cháo ăn liền                            | Người đại diện     | với Irene                           |
| 2019 | LG                             | LG V50 ThinQ                            | Người đại diện     | với Red Velvet                      |
| 2019 | GMarket                        | Sàn thương mại điện tử                  | Người đại diện     | với Red Velvet                      |
| 2019 | Samsung                        | The Shilla Duty Free                    | Đại sứ thương hiệu | với Red Velvet                      |
| 2020 | Samsung                        | The Shilla Duty Free                    | Đại sứ thương hiệu | với Red Velvet                      |
| 2020 | UN Environment Progamme (UNEP) | International Day of Clean Air          | Đại sứ thiện chí   | với Red Velvet                      |
| 2020 | L'Occitane                     | Be Happy, Smile Again : Happy Shea 2021 | Nàng thơ           |                                     |
| 2021 | L'Occitane                     | Pink Essence                            | Nàng thơ           |                                     |
| 2021 | Pond's                         | 3D Glow Serum                           | Người đại diện     |                                     |
| 2023 | Grooverhyme                    | Grooverhyme 23S Summer Collection.      | Người mẫu          |                                     |
| 2023 | Arazine Cosmetics              | Tinted Lippie Cake                      | Nàng thơ           | với Red Velvet                      |
| 2024 | Pandora                        | Trang sức                               | Đại sứ thương hiệu | với Red Velvet                      |

### Hoạt động và đóng góp xã hội
Ngày 17 tháng 11 năm 2019, Wendy góp giọng trong ca khúc "This Is Your Day (for every child, UNICEF)". Bài hát nằm trong khuôn khổ dự án hợp tác "SMile for U" giữa SM Entertainment và Quỹ Nhi đồng Liên Hợp Quốc (UNICEF), được phát hành vào đúng ngày Trẻ em Thế giới (20/11) . Trước đó, Wendy cũng từng tham gia vào một dự án âm nhạc khác của UNICEF là " Sound of Your Heart " (2017) .
Tháng 4 năm 2021, Wendy xuất hiện trên "ODG" (You were a kid once), lắng nghe và bày tỏ sự đồng cảm với của các thanh thiếu niên Hàn Quốc về những áp lực trong học tập, những mặc cảm về ngoại hình, đồng thời chia sẻ góc nhìn trên cương vị là một người trưởng thành đã trải qua khoảng thời gian khó khăn khi ở độ tuổi tương tự . Tháng 12 năm 2023, Wendy tiếp tục quay trở lại "ODG" và có cuộc trò chuyện với các bạn nhỏ xoay quanh chủ đề anh/chị/em trong gia đình.
Kể từ ngày 14 tháng 5 năm 2021, Wendy đã trở thành hội viên của "Câu lạc bộ danh dự" ( Community Chest Of Korea's Honor Society ) sau khi quyên góp 100 triệu won gây quỹ cho các bệnh nhân và nhân viên y tế gặp khó khăn do COVID-19 tại tâm dịch Daegu của Hàn Quốc vào tháng 2 năm 2020 ( đáng chú ý, tại thời điểm trên, Wendy chỉ vừa mới xuất viện sau tai nạn sân khấu kinh hoàng và vẫn còn đang tiếp nhận điều trị )  .
Ngày 1 tháng 12 năm 2021, Wendy tham gia khởi động chiến dịch Hope Sharing của Community Chest of Korea, cùng với cựu đệ nhất phu nhân Hàn Quốc Kim Jung-sook .
Tháng 3 năm 2022, Wendy được tiết lộ là đã bí mật đến một cuộc triển lãm thuộc dự án liên quan đến việc bảo vệ những chú chó bị bỏ rơi do chính quyền địa phương ở Changnyeong, Gysangnam-do tổ chức. Tại đây, cô đã dành thời gian để xem những bức tranh do các trẻ em trong thị trấn vẽ và quyên góp một khoản tiền lớn ( con số cụ thể không được tiết lộ ) .
Tháng 12 năm 2023, Wendy biểu diễn tại buổi hoà nhạc miễn phí Deep In The Light của Park Myung-soo, nằm trong khuôn khổ sự kiện Gwanghwamun Light Festival. Mặc dù ngày phát sóng đại chúng tình cờ trùng vào đợt rét đậm kỷ lục và tuyết rơi dày đặc, song, Wendy vẫn biểu diễn một cách chuyên nghiệp, mang tới bầu không khí ấm áp cho hàng ngàn khán giả .
Ngày 27 tháng 3 năm 2025, chủ tịch Community Chest of Korea tiết lộ Wendy là một trong những nghệ sĩ đầu tiên tham gia chiến dịch quyên góp và đã ủng hộ gần 1 tỷ đồng cho các hoạt động cứu trợ và hỗ trợ các nạn nhân bị ảnh hưởng bởi các vụ cháy rừng ở vùng Yeongnam .

## Tầm ảnh hưởng
Wendy luôn được đánh giá là một trong những giọng ca xuất sắc nổi bật nhất Kpop, đồng thời cũng được nhận định là một trong những idol nhân cách vàng, kính nghiệp, nói không với scandal.
Suốt 10 năm hoạt động nghệ thuật, Wendy luôn góp mặt trong bảng xếp hạng danh tiếng idol nữ, có hashtag đạt #1 top trending quốc tế trên X ( Twitter ), lọt hot search Weibo, xu hướng TikTok, và nhiều lần viral và trở thành chủ đề bàn tán sôi nổi trên các nền tảng mạng xã hội.
Năm 2019, Wendy gây sốt khi đạt đến thời kỳ đỉnh cao nhan sắc sau khi thay đổi kiểu tóc. Kể từ đó, Wendy đã tạo ra một phong trào cắt tóc bob cho nữ giới tại Hàn Quốc và nhiều quốc gia châu Á khác. Có lẽ chính Wendy cũng không ngờ rằng cô đã tạo ra một kiểu tóc viral mang thương hiệu của riêng mình, đến nay vẫn được gọi là Wendy Cut . Cuối năm 2022, hình ảnh Wendy cùng kiểu tóc ngắn mới tuyệt đẹp, với nhiều tầng ôm sát khuôn mặt một cách hoàn hảo, một lần nữa làm mưa làm gió trên các nền tảng mạng xã hội. Một lần nữa, Wendy truyền cảm hứng cho một cuộc cách mạng về tóc, với kiểu tóc mới được gọi là Wendy Cut 2.0 .
Wendy trở thành nguồn cảm hứng sáng tác nhạc của em út Yeri ,với ca khúc These Days .
Ca khúc When This Rain Stops nằm trong EP Like Water của Wendy, còn được biết đến với tên gọi khác là Wendy's Rain Stops, gắn liền với quá trình hồi phục và chữa lành của Wendy sau tai nạn sân khấu kinh hoàng năm 2019. Lời ca vừa đầy suy ngẫm, vừa mang tính khích lệ, thôi thúc người nghe tìm thấy sức mạnh trong chính mình, đồng thời tìm thấy niềm an ủi và nuôi hy vọng về những ngày tươi sáng hơn sau khi trải qua thời kỳ khó khăn. Đúng như ý nghĩa của nó, bài hát đã không chỉ vỗ về trái tim Wendy và những người hâm mộ đã cùng Wendy trải qua khoảng thời gian đen tối đó, mà còn trở thành liều thuốc chữa lành cho rất nghệ sĩ và idol khác. Có ít nhất 60 người nổi tiếng trong ngành giải trí Hàn Quốc nói riêng đã chia sẻ rằng đây là ca khúc yêu thích nhất của họ.

## Tai nạn sân khấu
Ngày 25 tháng 12 năm 2019, Wendy gặp tai nạn sân khấu; đây được xem là tai nạn sân khấu kinh hoàng nhất trong lịch sử K-Pop tính đến thời điểm hiện tại.
Cụ thể, trong buổi diễn tập cho sân khấu kết hợp đặc biệt tại SBS Gayo Daejeon 2019, các nhân viên của nhà đài SBS có mặt tại hiện trường đã chủ quan không sử dụng các chỉ dẫn an toàn tối thiểu trong thiết kế sân khấu, cộng thêm thái độ làm việc vô trách nhiệm của đạo diễn sân khấu khi chỉ đạo Wendy tiến về phía trước trong khi thang chưa kịp nâng lên, khiến cho Wendy bị ngã từ độ cao 2,5 mét (8,2 ft). Đáng chỉ trích hơn là không một ai nhận ra điều bất thường, cho đến khi Solar (MAMAMOO) phát hiện ra Wendy và truy hô tìm kiếm sự giúp đỡ.
Wendy được đưa đến bệnh viện trong tình trạng bất tỉnh, trên tay vẫn nắm chặt micro. Các chấn thương của Wendy sau đó được chẩn đoán và công bố bao gồm gãy xương chậu, gãy cổ tay phải và chấn thương mặt bao gồm nứt xương gò má, cùng hàng loạt vết thương lớn nhỏ khác ở bên phải cơ thể ( được cho là đã tiếp xúc trực tiếp với nền sân khấu ) .
Vào tháng 2 năm 2020, Wendy được thông báo là đã xuất viện và bắt đầu điều trị ngoại trú. Tuy nhiên, Wendy sau đó tiếp tục phải tạm ngưng hoạt động gần hai năm. Cô được cho là đã phải trải qua rất nhiều ca phẫu thuật ( bao gồm cả phẫu thuật chỉnh hình ), tiếp nhận vật lý trị liệu và điều trị tâm lý .

## Giọng hát
- Vocal type (Loại giọng): Light Lyric Soprano (Nữ cao trữ tình)
- Vocal range (Quãng giọng): Bb2 ~ G#5 ~ Eb7 (4 semitones and 1 note)
- Supported range (Quãng giọng hỗ trợ): F#3/G3 - C#5/D5 ~ A5/Bb5 (in headvoice)
- Supported range at best (Quãng giọng hỗ trợ tốt nhất): F3 - Eb5 ~ C6 (in headvoice)

## Danh sách đĩa nhạc

### Đĩa mở rộng
| Tựa đề        | Chi tiết                                                                                                | Thành tích | Thành tích | Doanh số                                     |
| Tựa đề        | Chi tiết                                                                                                | Hàn        | Nhật       | Doanh số                                     |
| ------------- | --- | ---------- | ---------- | -------------------------------------------- |
| Like Water    | - Phát hành: 5 tháng 4 năm 2021 - Đơn vị phát hành: SM, Dreamus - Định dạng: CD, LP, tải nhạc, nhạc số  | 4          | 35         | - Hàn Quốc: 184,620 - Nhật Bản: 1,289 (Phy.) |
| Wish You Hell | - Phát hành: 12 tháng 3 năm 2024 - Đơn vị phát hành: SM, Kakao - Định dạng: CD, tải nhạc, streaming, QR |            |            | - Hàn Quốc : 157,055                         |

### Hợp tác
| Năm  | Dự án                            | Bài hát                                      | Nghệ sĩ cộng tác                               |
| ---- | -------------------------------- | -------------------------------------------- | ---------------------------------------------- |
| 2016 | SM Station mùa 1                 | "Spring Love"                                | Eric Nam                                       |
| 2016 | SM Station mùa 1                 | "Have Yourself A Merry Little Christmas"     | Moon Jung Jae, Nile Lee                        |
| 2016 | SM Station mùa 1                 | "Sound of Your Heart"                        | Lee Dong Woo, Yesung, Sunny, Luna, Doyoung     |
| 2017 | SM Station mùa 2                 | "Doll"                                       | Seulgi, Kangta                                 |
| 2017 | SM Station mùa 2                 | "The Little Match Girl"                      | Baek A Yeon                                    |
| 2018 |                                  | "One Summer"                                 | Yang Da II                                     |
| 2018 | SM Station X 0                   | "Written In The Stars"                       | John Legend                                    |
| 2019 | SM Station X                     | "This Is Your Day (for every child, UNICEF)" | BoA, J-min, Siwon, Sunny, Taemin, Doyung, Suho |
| 2022 | 2022 Winter SMTOWN : SMCU PALACE | "Time After Time"                            | BoA, Ningning                                  |
| 2023 | SM Station                       | "Miracle"                                    | MeloMance                                      |

### Featuring
| Năm  | Album                          | Nghệ sĩ          | Bài hát                        |
| ---- | ------------------------------ | ---------------- | ------------------------------ |
| 2016 | Vente Pa' Ca                   | Ricky Martin     | Vente Pa' Ca (English Version) |
| 2021 | Airport Goodbyes               | The Black Skirts | Airport Goodbyes               |
| 2022 | Never Gonna Dance Again: Act 2 | Taemin           | Be Your Enemy                  |
| 2023 | SHALALA - The 1st Mini Album   | Taeyong          | Move Mood Mode                 |
| 2023 | Remember Archive               | Code Kunst       | 55                             |
| 2024 | 점선면 (1 to 3)                | Suho             | Cheese                         |
| 2024 | Happy                          | Jin              | Heart On The WIndow            |

### Nhạc phim (OST)
| Năm  | Dự án                                 | Bài hát                  | Chú thích      |
| ---- | ------------------------------------- | ------------------------ | -------------- |
| 2014 | Mimi                                  | Because I Love You       | Solo           |
| 2015 | Who Are You - School 2015             | Return                   | với Yuk Ji-dam |
| 2015 | D-Day                                 | Let You Know             | Solo           |
| 2016 | Uncontrollably Fond                   | Don't Push Me            | với Seulgi     |
| 2017 | Hwarang                               | I Can Only See You       | với Seulgi     |
| 2017 | Elena of Avalor                       | My Time (Korean Version) | Solo           |
| 2018 | The Beauty Inside                     | Goodbye                  | Solo           |
| 2019 | Touch Your Heart                      | What If Love             | Solo           |
| 2020 | The King: Eternal Monarch             | My Day is Full of You    | với Zico       |
| 2020 | Start-Up                              | Two Words                | Solo           |
| 2022 | MapleStory M Adele                    | Noblesse                 | Solo           |
| 2022 | Seoul Chek-in                         | Girls                    | Solo           |
| 2025 | Marry My Husband ( Japanese version ) | Blazing Steps            | Solo           |

### Ca khúc chủ đề thương hiệu
| Năm  | Thương Hiệu | Bài hát      | Chú thích                             |
| ---- | ----------- | ------------ | ------------------------------------- |
| 2022 | MBC         | Meet Me, MBC | Nhân dịp kỉ niệm 61 thành lập đài MBC |

## Danh sách phim và chương trình truyền hình

### Phim điện ảnh
| Năm  | Phim                                                    | Vai         | Ghi chú                                                       |
| ---- | ------------------------------------------------------- | ----------- | ------------------------------------------------------------- |
| 2015 | SMTown the Stage                                        | WENDY       | Phim tài liệu về SM Town                                      |
| 2020 | Trolls World Tour                                       | Wani        | Phim hoạt hình                                                |
| 2020 | Trolls World Tour                                       | Queen Poppy | Lồng tiếng cho nhân vật Nữ hoàng Poppy ( phiên bản Hàn Quốc)  |
| 2023 | Troll Band Together                                     | Queen Poppy | Lồng tiếng cho nhân vật Nữ hoàng Poppy ( phiên bản Hàn Quốc ) |
| 2025 | Red Velvet Happiness Diary: My Dear, ReVe1uv In Cinemas | WENDY       | Phim tài liệu về Red Velvet                                   |

### Phim truyền hình
| Năm  | Phim                                        | Kênh | Ghi chú                              |
| ---- | ------------------------------------------- | ---- | ------------------------------------ |
| 2016 | Hậu duệ Mặt Trời ( Descendants of the Sun ) | KBS  | Tập 16 - Cameo - cùng với Red Velvet |

### Chương trình truyền hình
| Năm  | Chương trình                                 | Kênh             | Vai trò           | Ghi chú                                      |
| ---- | -------------------------------------------- | ---------------- | ----------------- | -------------------------------------------- |
| 2014 | Let's Go! Dream Team                         | KBS2             | Thí sinh          | Girl Group Bubble Suit Championship          |
| 2014 | Hello Counselor                              | KBS2             | Khách mời         | Tập 188; với Irene, Seulgi và Joy            |
| 2014 | Exo 90:2014                                  | Mnet             | Khách mời         | Tập 8; với Seulgi                            |
| 2014 | After School Club                            | Arirang          | Khách mời         | Tập 113; với Irene, Seulgi và Joy            |
| 2014 | Weekly Idol                                  | MBC              | Khách mời         | Tập 168; với Irene, Seulgi và Joy            |
| 2015 | Weekly Idol                                  | MBC              | Khách mời         | Tập 217; với Red Velvet                      |
| 2015 | 100 People, 100 Songs                        | JTBC             | Thí sinh          | với Seulgi                                   |
| 2015 | Immortal Song 2                              | KBS2             | Khách mời         | Tập 223-224; với Seulgi và Joy               |
| 2015 | Vitamin 비타민                               | KBS2             | Khách mời         | với Irene, Seulgi và Yeri                    |
| 2015 | Pops in Seoul                                | Arirang          | Khách mời         | với Red Velvet                               |
| 2015 | After School Club                            | Arirang          | Khách mời         | Tập 154; với Red Velvet                      |
| 2015 | Taeng9cam                                    | tvN              | Khách mời         | với Seulgi                                   |
| 2016 | The Show                                     | SBS              | MC đặc biệt       | Solo                                         |
| 2016 | Hello Counselor                              | KBS2             | Khách mời         | Tập 267 ( với Irene ); Tập 334 ( với Joy )   |
| 2016 | You Hee Yeol's Sketchbook                    | KBS2             | Khách mời         | Tập 313; với Red Velvet                      |
| 2016 | Wednesday Gourmet                            | tvN              | Khách mời         | Tập 97 & 157                                 |
| 2016 | Weekly Idol                                  | MBC              | Khách mời         | Tập 242 & 267; với Red Velvet                |
| 2016 | Duet Song Festival                           | MBC              | Nghệ sĩ biểu diễn | Solo                                         |
| 2016 | We Got Married                               | MBC              | Bình luận viên    | với Red Velvet                               |
| 2016 | King of Mask Singer                          | MBC              | Thí sinh          | Tập 43; bí danh "Space Beauty Maetel"        |
| 2016 | Knowing Bros                                 | JTBC             | Khách mời         | Tập 21                                       |
| 2016 | Problematic Men                              | JTBC             | Khách mời         | Tập 77                                       |
| 2016 | Trick & True                                 | KBS2             | Khách mời         | với Irene                                    |
| 2017 | Trick & True                                 | KBS2             | Khách mời         | với Joy                                      |
| 2017 | Raid the Convenience Store                   | tvN              | Host              | Tập 1-10                                     |
| 2017 | Abnormal Summit                              | JTBC             | Khách mời         | Tập 135                                      |
| 2017 | 100% Entertainment ( 娛樂百分百 )            | GTV Variety Show | Khách mời         | với Irene, Seulgi và Yeri                    |
| 2017 | K-Rush                                       | KBS2             | Host              | Tập 1-4                                      |
| 2017 | After School Club                            | Arirang          | Khách mời         | Tập 250; với Irene, Seulgi và Yeri           |
| 2017 | M Countdown                                  | Mnet             | MC đặc biệt       | Solo                                         |
| 2017 | Ulsan Music Core Festival                    | MBC              | MC đặc biệt       | Solo                                         |
| 2017 | Running Man                                  | SBS              | Khách mời         | Tập 470; với Irene, Seulgi và Yeri           |
| 2017 | Fantastic Duo                                | SBS              | Khách mời         | Tập 17 & 26                                  |
| 2018 | Battle Trip                                  | KBS2             | Khách mời         | Tập 100-103; với Seulgi                      |
| 2018 | You Hee Yeol's Sketchbook                    | KBS2             | Khách mời         | Tập 394; với Eric Nam                        |
| 2018 | Talkmon                                      | tvN              | Khách mời         | với Seulgi                                   |
| 2018 | Amazing Saturday                             | tvN              | Khách mời         | với Joy                                      |
| 2018 | Knowing Bros                                 | JTBC             | Khách mời         | Solo                                         |
| 2018 | Let's have a meal together                   | JTBC             | Khách mời         | Solo                                         |
| 2018 | Different class - I have a question          | JTBC             | Khách mời         | Solo                                         |
| 2018 | Busted!                                      | Netflix          | Khách mời         | Tập 6                                        |
| 2018 | Pajiama Friends                              | Lifetime         | Khách mời         | Tập 6-7; với Joy                             |
| 2018 | Weekly Idol                                  | MBC              | Khách mời         | Tập 369; với Red Velvet                      |
| 2019 | Weekly Idol                                  | MBC              | Khách mời         | Tập 422; với Red Velvet                      |
| 2019 | You Hee Yeol's Sketchbook                    | KBS2             | Khách mời         | Tập 456; với Red Velvet                      |
| 2019 | Immortal Song 2                              | KBS2             | Khách mời         | Tập 578-579                                  |
| 2019 | King Of Masked Singer                        | MBC              | Thí sinh          | Tập 225-226; bí danh "Green Witch"           |
| 2019 | Hogu's Love                                  | MBC              | MC đặc biệt       | Tập 7-8                                      |
| 2019 | South Korean Foreigners                      | MBC              | Khách mời         | Tập 38                                       |
| 2019 | Everyone's Kitchen                           | Olive            | Khách mời         | Tập 8-11                                     |
| 2021 | Mysterious Record Shop                       | JTBC             | MC                | Tập 1-10                                     |
| 2021 | Saturday Night Live Korea                    | tvN              | Diễn viên cố định | Tập 1-10                                     |
| 2022 | Animal Farm                                  | SBS              | MC đặc biệt       | Tập 1057                                     |
| 2022 | Immortal Song 2                              | KBS2             | Khách mời         | Legend Of K-Pop Special                      |
| 2023 | LeeMujin Service                             | KBS2             | Khách mời         | Tập 88                                       |
| 2024 | Song Stealer                                 | MBC              | Khách mời         | Tập 1                                        |
| 2024 | Build-up: Vocal Boy Group Survival           | Mnet             | Giám khảo         | Tập 1-10                                     |
| 2024 | Begin Again Open Mic                         | JTBC             | Nghệ sĩ biểu diễn | Session 35                                   |
| 2024 | The story of the day when you bite your tail | SBS              | Khách mời         | Secret of the Rose Garden - Korean Drug King |
| 2024 | 더 딴따라 THE DDANDDARA                      | KBS2             | Mentor            | Tập 1-11                                     |
| 2025 | Bangpan Music I'm going anywhere             | KBS2             | Cast cố định      | Tập 1-8                                      |
| 2025 | LeeMujin Service                             | KBS2             | Nghệ sĩ biểu diễn | On-site Service Launch                       |
| 2025 | Save me! Holmes                              | MBC              | Khách mời         |                                              |

### Chương trình phát sóng trên YouTube
| Năm  | Chương trình              | Kênh                                                           | Vai trò   | Ghi chú                         |
| ---- | ------------------------- | -------------------------------------------------------------- | --------- | ------------------------------- |
| 2023 | Bam House                 | 띠집 (@NattyHouse )                                            | Khách mời | Tập 14                          |
| 2024 | The PSICK Show            | 피식대학Psick Univ (@피식대학)                                 | Khách mời | Tập 2                           |
| 2024 | Taeng-Forest              | TAEYEON Official (@taeyeonofficial)                            | Khách mời | Tập 2                           |
| 2024 | Jazz Box S2               | 선우정아 / sunwoojunga (@sunwoojunga )                         | Khách mời | Tập 3                           |
| 2025 | Chilsung School           | Chilsung Label / 칠성 레이블 (@chilsung_label)                 | Host      | Tập 1 - 2                       |
| 2025 | Busan Lotte Giants Recap  | Giants TV (@giantstv )                                         | Khách mời | 웬디DAY - 자이언츠가 승리한 날! |
| 2025 | [When:D]                  | 웬디 WENDY (@WENDY_offcl )                                     | Vlogger   | Vlog cá nhân                    |
| 2025 | 오늘은웬디-Today is Wendy | 스튜디오 피넛버터 - Studio Peanut Butter (@StudioPeanutButter) | MC Host   | Show ca hát cá nhân             |

### Chương trình phát thanh
| Năm  | Chương trình                     | Vai trò                              |
| ---- | -------------------------------- | ------------------------------------ |
| 2015 | KBS Cool FM's Kiss the Radio     | DJ đặc biệt                          |
| 2018 | NCT's Night Night                | DJ đặc biệt                          |
| 2018 | SBS 'Youngstreet' Radio Power FM | DJ đặc biệt                          |
| 2020 | MBC Listen to a book             | Người kể chuyện: Alice in Wonderland |
| 2021 | SBS Wendy's Youngstreet          | Host / DJ cố định                    |
| 2022 | SBS Wendy's Youngstreet          | Host / DJ cố định                    |
| 2023 | SBS Wendy's Youngstreet          | Host / DJ cố định                    |
| 2024 | SBS Wendy's Youngstreet          | Host / DJ cố định                    |
| 2025 | SBS Wendy's Youngstreet          | Host / DJ cố định                    |

## Buổi biểu diễn trực tiếp

### Fan meeting
| Năm  | Thời gian       | Tên                                              | Quốc gia   | Địa điểm                            |
| ---- | --------------- | ------------------------------------------------ | ---------- | ----------------------------------- |
| 2022 | Ngày 11 tháng 8 | Private Fan Meeting - Wendy x POND's             | Việt Nam   | Asiana Plaza, Thành phố Hồ Chí Minh |
| 2023 | Ngày 19 tháng 2 | 2023 HAPPY WENDY-DAY                             | Hàn Quốc   | Rowan Art Hall                      |
| 2024 | Ngày 29 tháng 2 | 2024 B-day PARTY [ HAPPY WENDY DAY ]             | Hàn Quốc   | Myeonghwa Live Hall                 |
| 2025 | Ngày 12 tháng 7 | 溫柔的邂逅 - Special Fan Meeting in Chongqing    | Trung Quốc | Legacy Tera, Trùng Khánh            |
| 2025 | Ngày 9 tháng 8  | Perfect Moment - Special Fan Meeting in Hangzhou | Trung Quốc | Private Venue, Hàng Châu            |

### Nhạc kịch
| Năm  | Vở diễn | Vai diễn  | Địa điểm                      | Chú thích               |
| ---- | ------- | --------- | ----------------------------- | ----------------------- |
| 2023 | Rebecca | I < Ich > | Blue Square Shinhan Card Hall | Vai diễn chính đầu tiên |

### Chuyến lưu diễn
| Năm  | Tên                                                    | Quốc gia                             | Khu vực           | Địa điểm                                   |
| ---- | ------------------------------------------------------ | ------------------------------------ | ----------------- | ------------------------------------------ |
| 2014 | SM Town Live World Tour IV                             | Hàn Quốc                             | Seoul             | Seoul World Cup Stadium                    |
| 2014 | SM Town Live World Tour IV                             | Nhật Bản                             | Tokyo             | Ajinomoto Stadium                          |
| 2015 | SM Town Live World Tour IV                             | Nhật Bản                             | Tokyo             | Tokyo Dome                                 |
| 2015 | SM Town Live World Tour IV                             | Nhật Bản                             | Osaka             | Kyocera Dome                               |
| 2015 | SM Town Live World Tour IV                             | Trung Quốc                           | Shanghai          | Shanghai Stadium                           |
| 2015 | SM Town Live World Tour IV                             | Đài Loan                             | Hsinchu           | Hsinchu County Stadium                     |
| 2016 | SM Town Live World Tour V                              | Nhật Bản                             | Osaka             | Kyocera Dome                               |
| 2017 | Red Velvet 1st Concert – Red Room                      | Hàn Quốc                             | Seoul             | Olympic Hall                               |
| 2017 | SM Town Live World Tour VI                             | Hàn Quốc                             | Seoul             | Seoul World Cup Stadium                    |
| 2017 | SM Town Live World Tour VI                             | Nhật Bản                             | Osaka             | Kyocera Dome                               |
| 2017 | SM Town Live World Tour VI                             | Nhật Bản                             | Tokyo             | Tokyo Dome                                 |
| 2018 | SM Town Live World Tour VI                             | Các Tiểu vương quốc Ả Rập Thống nhất | Dubai             | Autism Rocks Arena                         |
| 2018 | Red Velvet 1st Concert - Red Room in Japan             | Nhật Bản                             | Tokyo             | Musashino Forest Sports Plaza              |
| 2018 | Red Velvet 1st Concert - Red Room in Japan             | Nhật Bản                             | Sapporo, Hokkaido | Wakuwaku Holiday Hall                      |
| 2018 | Red Velvet 1st Concert - Red Room in Japan             | Nhật Bản                             | Aichi             | Ichinomiya City Hall                       |
| 2018 | Red Velvet 1st Concert - Red Room in Japan             | Nhật Bản                             | Hiroshima         | JMS Aster Plaza Great Hall                 |
| 2018 | Red Velvet 1st Concert - Red Room in Japan             | Nhật Bản                             | Fukuoka           | Fukuoka International Conference Hall      |
| 2018 | Red Velvet 1st Concert - Red Room in Japan             | Nhật Bản                             | Osaka             | Orix Theater                               |
| 2018 | Red Velvet 1st Concert - Red Room in Japan             | Nhật Bản                             | Kanagawa          | Pacifico Yokohama National Convention Hall |
| 2018 | Red Velvet 2nd Concert – REDMARE                       | Hàn Quốc                             | Seoul             | SK Olympic Handball Gymnasium              |
| 2018 | Red Velvet 2nd Concert – REDMARE                       | Thái Lan                             | Bangkok           | Thunder Dome                               |
| 2018 | Red Velvet 2nd Concert – REDMARE                       | Đài Loan                             | Taipei            | NTU Sports Center                          |
| 2018 | Red Velvet 2nd Concert – REDMARE                       | Singapore                            | Singapore         | The Star Theatre                           |
| 2019 | Red Velvet 2nd Concert – REDMARE                       | Nhật Bản                             | Fukuoka           | Marine Messe Fukuoka                       |
| 2019 | Red Velvet 2nd Concert – REDMARE                       | Nhật Bản                             | Kobe              | World Memorial Hall                        |
| 2019 | Red Velvet 2nd Concert – REDMARE                       | Nhật Bản                             | Yokohama          | Yokohama Arena                             |
| 2019 | Red Velvet 2nd Concert – REDMARE                       | Hoa Kỳ                               | Los Angeles       | Pasadena Civic Auditorium                  |
| 2019 | Red Velvet 2nd Concert – REDMARE                       | Hoa Kỳ                               | Dallas            | The Theatre at Grand Prairie               |
| 2019 | Red Velvet 2nd Concert – REDMARE                       | Hoa Kỳ                               | Miami             | Fillmore Miami Beach                       |
| 2019 | Red Velvet 2nd Concert – REDMARE                       | Hoa Kỳ                               | Chicago           | Chicago Theatre                            |
| 2019 | Red Velvet 2nd Concert – REDMARE                       | Hoa Kỳ                               | Newark            | NJ Performing Arts Center                  |
| 2019 | Red Velvet 2nd Concert – REDMARE                       | Canada                               | Toronto           | Coca-Cola Coliseum                         |
| 2019 | Red Velvet 2nd Concert – REDMARE                       | Canada                               | Vancouver         | PNE Forum                                  |
| 2019 | SMTOWN Live 2019 in Tokyo                              | Nhật Bản                             | Tokyo             | Tokyo Dome                                 |
| 2019 | Red Velvet 3rd Concert – La Rouge                      | Hàn Quốc                             | Seoul             | Hwajeong Tiger Dome                        |
| 2021 | SMTOWN LIVE "Culture Humanity"                         | Online Streaming                     | Online Streaming  | BEYOND LIVE                                |
| 2022 | SMTOWN Live 2022 : SMCU Express@Kwangya                | Online Streaming                     | Online Streaming  | BEYOND LIVE                                |
| 2022 | SMTOWN Live 2022: SMCU Express@Human City Suwon        | Hàn Quốc                             | Suwon             | Suwon World Cup Stadium                    |
| 2022 | SMTOWN Live 2022: SMCU Express@Tokyo                   | Nhật Bản                             | Tokyo             | Tokyo Dome                                 |
| 2023 | SMTOWN Live 2023 : SMCU Palace@Kwangya                 | Online Streaming                     | Online Streaming  | BEYOND LIVE                                |
| 2023 | Red Velvet 4th Concert – RtoV                          | Hàn Quốc                             | Seoul             | KSPO Dome                                  |
| 2023 | Red Velvet 4th Concert – RtoV                          | Singapore                            | Singapore         | The Star Theatre                           |
| 2023 | Red Velvet 4th Concert – RtoV                          | Nhật Bản                             | Yokohama          | Pia Arena                                  |
| 2023 | Red Velvet 4th Concert – RtoV                          | Philippines                          | Manila            | Mall Of Asia Arena                         |
| 2023 | Red Velvet 4th Concert – RtoV                          | Indonesia                            | Jakarta           | Indonesia Convention Exhibition            |
| 2023 | Red Velvet 4th Concert – RtoV                          | Pháp                                 | Paris             | La Seine Musicale                          |
| 2023 | Red Velvet 4th Concert – RtoV                          | Đức                                  | Berlin            | Verti Music Hall                           |
| 2023 | Red Velvet 4th Concert – RtoV                          | Hà Lan                               | Amsterdam         | Afas Live                                  |
| 2023 | Red Velvet 4th Concert – RtoV                          | Anh                                  | London            | Ovo Arena Wembley                          |
| 2023 | SMTOWN Live 2023 : SMCU Palace@Jakarta                 | Indonesia                            | Jakarta           | Gelora Bung Karno Stadium                  |
| 2024 | SMTOWN Live 2024: SMCU Palace@Tokyo                    | Nhật Bản                             | Tokyo             | Tokyo Dome                                 |
| 2024 | Red Velvet Fancon Tour < Happiness: My Dear, Reve1uv > | Hàn Quốc                             | Seoul             | KSPO Dome                                  |
| 2024 | Red Velvet Fancon Tour < Happiness: My Dear, Reve1uv > | Thái Lan                             | Bangkok           | Impact Arena                               |
| 2024 | Red Velvet Fancon Tour < Happiness: My Dear, Reve1uv > | Indonesia                            | Jakarta           | Beach City International Stadium           |
| 2024 | Red Velvet Fancon Tour < Happiness: My Dear, Reve1uv > | Philippines                          | Manila            | Mall Of Asia Arena                         |
| 2024 | Red Velvet Fancon Tour < Happiness: My Dear, Reve1uv > | Ma Cao                               | Macau             | Studio Event Center                        |
| 2025 | WENDY 1st WORLD TOUR <W:EALIVE>                        | Hàn Quốc                             | Seoul             | Jangchung Arena                            |

### Buổi hoà nhạc
| Năm  | Thời gian            | Tên                                                                        | Quốc gia | Địa điểm                        | Ghi chú           |
| ---- | -------------------- | -------------------------------------------------------------------------- | -------- | ------------------------------- | ----------------- |
| 2022 | Ngày 19 tháng 6      | Kwon Eunbi's 1st Concert: Serect Doors                                     | Hàn Quốc | Daeyang Hall, Sejong University | Khách mời         |
| 2023 | Ngày 9 tháng 12      | Miracle Classic Seoul Christmas Festival with Seoul Philharmonic Orchestra | Hàn Quốc | Starfield Library Coex Mall     | Nghệ sĩ biểu diễn |
| 2024 | Ngày 19 tháng 5      | SBS Mega Concert                                                           | Hàn Quốc | Incheon Asiad Main Stadium      | Nghệ sĩ biểu diễn |
| 2024 | Ngày 17 tháng 11     | Jin 'Happy' Special Stage                                                  | Hàn Quốc | Jangchung Arena                 | Khách mời         |
| 2025 | Ngày 26 tháng 1      | Suho Encore Concert <WELCOME TO SU:HOMME>                                  | Hàn Quốc | Olympic Handball Gymnasium      | Khách mời         |
| 2025 | Ngày 15 tháng 2      | SM Classics Live 2025 with Seoul Philharmonic Orchestra                    | Hàn Quốc | Lotte Concert Hall              | Nghệ sĩ biểu diễn |
| 2025 | Ngày 29 tháng 6      | RunSeokjin Ep. Tour                                                        | Hàn Quốc | Goyang Auxiliary Stadium        | Khách mời         |
| 2025 | Ngày 23 - 24 tháng 9 | SM CLASSIC LIVE 2025 in SEOUL                                              | Hàn Quốc | Lotte Concert Hall              | Nghệ sĩ biểu diễn |

### Lễ hội âm nhạc
| Năm  | Thời gian        | Tên                                                      | Quốc gia    | Địa điểm                   |
| ---- | ---------------- | -------------------------------------------------------- | ----------- | -------------------------- |
| 2022 | Ngày 9 tháng 10  | Slow Life Slow Live                                      | Hàn Quốc    | 88 Garden Olympic Park     |
| 2023 | Ngày 16 tháng 12 | Deep In The Light                                        | Hàn Quốc    | Gwanghwamun Square         |
| 2023 | Ngày 31 tháng 12 | NYE at the 5th - New Year's Countdown                    | Philippines | 5th Avenue                 |
| 2025 | Ngày 29 tháng 5  | Jeonju University Festival                               | Hàn Quốc    | Đại học Jeonju             |
| 2025 | Ngày 7 tháng 6   | Cheonan K Culture Fair Wendy's Young Street Broadcasting | Hàn Quốc    | Independence Hall of Korea |

## Hoạ báo
| Năm  | Tạp chí             | Ghi chú                  |
| ---- | ------------------- | ------------------------ |
| 2014 | MAPS                | với Irene, Seulgi        |
| 2014 | THE CELEBRITY       | với Red Velvet           |
| 2014 | THE CELEBRITY       | với Red Velvet           |
| 2014 | ize Vol.8           | với Red Velvet           |
| 2015 | CeCi                | với Red Velvet           |
| 2015 | NYLON               | với Red Velvet           |
| 2015 | THE CELEBRITY       | với Red Velvet           |
| 2015 | BAZAAR              | với Red Velvet           |
| 2015 | K WAVE              | với Red Velvet           |
| 2015 | VOGUE               | với Red Velvet           |
| 2015 | ELLE                | với Red Velvet           |
| 2015 | NYLON               | với Red Velvet           |
| 2016 | InStyle             | với Red Velvet           |
| 2016 | W                   | với Red Velvet           |
| 2016 | Marie Claire        | với Red Velvet           |
| 2016 | HIGH CUT            | với Red Velvet           |
| 2016 | THE CELEBRITY       | với Red Velvet           |
| 2016 | ELLE                | với Red Velvet           |
| 2016 | Oh Boy!             | với Red Velvet           |
| 2016 | The Star            | với Red Velvet           |
| 2016 | Ceci                | với Red Velvet           |
| 2016 | VOGUE               | với Seulgi               |
| 2017 | VOGUE               | với Irene, Seulgi        |
| 2017 | THE CELEBRITY       | với Irene, Seulgi & Yeri |
| 2017 | THE CELEBRITY       | với Seulgi               |
| 2017 | Singles             | với Red Velvet           |
| 2018 | HIGH CUT            | với Red Velvet           |
| 2018 | Ceci                | với Seulgi, Joy & Yeri   |
| 2018 | VOGUE GIRL JAPAN    | với Red Velvet           |
| 2018 | CHICTEEN Magazine   | với Red Velvet           |
| 2018 | VOGUE               | với Seulgi               |
| 2019 | Ray(レイ)           | với Red Velvet           |
| 2019 | non-no(ノンノ)      | với Red Velvet           |
| 2019 | NYLON               | Solo                     |
| 2019 | Allure              | với Red Velvet           |
| 2019 | Marie Claire        | với Seulgi               |
| 2019 | lonely planet KOREA | với Red Velvet           |
| 2020 | BEAUTY+             | Solo                     |
| 2021 | Harper's BAZAAR     | Solo                     |
| 2021 | Marie Claire        | Solo                     |
| 2022 | Allure              | Solo                     |
| 2023 | Singles             | Solo                     |
| 2023 | DAZED               | Solo                     |
| 2023 | BEAUTY+             | Solo                     |
| 2024 | Marie Claire        | với Red Velvet           |
| 2024 | WAVES               | Solo                     |
| 2025 | Deling Magazine     | Solo                     |

## Giải thưởng và đề cử
| Năm  | Giải thưởng                               | Hạng mục                                  | Được đề cử                | Kết quả   |
| ---- | ----------------------------------------- | ----------------------------------------- | ------------------------- | --------- |
| 2016 | Mnet Asian Music Awards (MAMA) lần thứ 18 | Hợp tác xuất sắc nhất (với Eric Nam)      | "Spring Love"             | Đề cử     |
| 2016 | Mnet Asian Music Awards (MAMA) lần thứ 18 | Bài hát của năm (với Eric Nam)            | "Spring Love"             | Đề cử     |
| 2019 | Annual Fresh Asia Music Award             | Giải Asia - Pacific Gold Song Of The Year | "What If Love"            | Đoạt giải |
| 2021 | Seoul Music Awards lần thứ 31             | Best Ballad                               | "Like Water"              | Đoạt giải |
| 2022 | Korea First Brand Awards                  | Most Anticipated Radio DJ                 | "SBS Wendy's Youngstreet" | Đoạt giải |
| 2022 | SBS Entertainment Awards                  | Radio DJ Award                            | "SBS Wendy's Youngstreet" | Đoạt giải |
| 2023 | 2023 Brands of the Year                   | Radio DJ of the Year                      | "SBS Wendy's Youngstreet" | Đoạt giải |
| 2024 | Asian Pop Music Awards 2024               | Best Female Artist                        | "WENDY"                   | Đoạt giải |
| 2024 | Asian Pop Music Awards 2024               | People’s Choice Award                     | "WENDY"                   | Đoạt giải |
| 2024 | Asian Pop Music Awards 2024               | Top 20 Album của năm                      | "Wish You Hell"           | Đoạt giải |
| 2024 | Asian Pop Music Awards 2024               | Top 20 Bài hát của năm (với Suho)         | "Cheese"                  | Đoạt giải |
| 2024 | TENCENT MUSIC 2024 YEAR END AWARDS        | K-Pop Solo Artists of the Year            | "WENDY"                   | Đoạt giải |
| 2024 | TENCENT MUSIC 2024 YEAR END AWARDS        | Longest Kpop Songs on The Chart           | "Wish You Hell"           | Đoạt giải |
| 2025 | D Awards Upick Popularity Award           | Best Girl Solo Popularity Award           | "WENDY"                   | Đoạt giải |
| 2025 | Seoul Music Awards lần thứ 35             | Bonsang                                   | "WENDY"                   | Đề cử     |
| 2025 | 2025 Brand of the Year Awards             | Female Radio DJ of the Year               | "SBS Wendy's Youngstreet" | TBA       |